# Ordre royal du Lion
L'ordre royal du Lion a été institué par le roi Léopold II par le décret du 9 avril 1891, en sa capacité de souverain de l'État indépendant du Congo.

## Historique

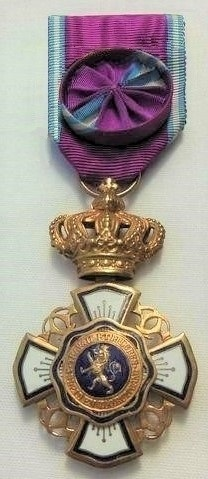
Croix d'officier de l'ordre royal du Lion.

Cet ordre est destiné à reconnaître le mérite et à récompenser les services qui sont rendus à l'État indépendant du Congo puis au Congo belge. 
En 1908, cet ordre a été incorporé, en tant qu'ordre colonial, dans l'ensemble des décorations belges. 
Tout comme l'ordre de l'Étoile africaine, cet ordre n'est plus décerné depuis l'indépendance du Congo le 30 juin 1960.
La décoration consiste en une croix pattée en or, à croisillons émaillés de blanc, brodés d'or et d'émail bleu et séparés de deux CC d'or entrelacés. Le centre contient d'un côté un lion d'or couronné sur fond bleu, entouré d'un cercle d'or portant la devise Travail et progrès et émergeant d'un second cercle ondulé en or bordé d'émail bleu ; de l'autre côté un écusson en émail rouge portant deux LL et un S entrelacés, sommé de la couronne royale. Le ruban est rouge amarante moiré avec lisérés azur coupés au milieu d'une raie jaune pâle.

## Structure
L'ordre comporte cinq classes :
- Grand-croix
- Grand officier
- Commandeur
- Officier
- Chevalier

Il existe aussi trois médailles :
- Or
- Argent
- Bronze